# Vladimir Ivanovič Nemirovič-Dančenko
Vladimir Ivanovič Nemirovič-Dančenko (in russo: Владимир Иванович Немирович-Данченко; Tbilisi, 23 dicembre 1858 – Mosca, 25 aprile 1943) è stato un regista teatrale, impresario teatrale, scrittore e drammaturgo russo.

## Biografia
Di origini ucraine da parte di padre ed armene da parte di madre, nel 1897 fondò, insieme a Kostantin Sergeevič Stanislavskij, il Teatro d'Arte di Mosca.
Nel 1919 fondò anche il Teatro Musicale del Teatro d'Arte di Mosca, che nel 1926 venne poi riorganizzato nel Teatro Musicale Nemirovič-Dančenko. Fu in quel periodo che il rapporto con Stanislavskij s'incrinò. Dopo il ritiro di quest'ultimo dal teatro, Nemirovič-Dančenko mise in scena una versione di Anna Karenina che riscosse un grande successo.
Fu tra i primi a ricevere il riconoscimento di artista del Popolo dell'URSS, nel 1936; in seguito fu pure insignito del premio di Stato dell'URSS (1942 e 1943) e decorato con l'Ordine di Lenin e l'Ordine della Bandiera rossa.
Anche suo fratello Vasilij Ivanovič Nemirovič-Dančenko fu uno scrittore importante e popolare.